# Stoiana, Cluj
Stoiana (în maghiară Esztény) este un sat în comuna Cornești din județul Cluj, Transilvania, România.

## Lăcașuri de cult
- Biserica gotică romano-catolică a fost preluată în secolul al XVI-lea de cultul reformat-calvin. Din construcția originală se mai păstrează numai corul.

## Istorie
Pe teritoriul comunei, înainte de anul 1858, au fost descoperite 22 de monede care imită  tetradrahmele de argint ale regelui macedonean Filip al II-lea (359-336 î.e.n.). Monedele au fost lucrate destul de bine și părerea unor istorici din epocă legat de existența acestor monede pe teritoriul Daciei este că acestea au fost vehiculate prin intermediul celților care la jumătatea sec. IV î.e.n. au ajuns pînă la Porțile de Fier, lângă teritoriul Daciei. Monedele ar fi fost realizate de celți și erau utilizate în comerțul cu Macedonia. Al. Odobescu este de că acest tip de monede erau produse chiar de către daci, dat fiind vechiul minerit și resursele auro-argintifere.

## Monumente istorice
- Biserica Reformată-Calvină (sec.XV)

## Galerie de imagini

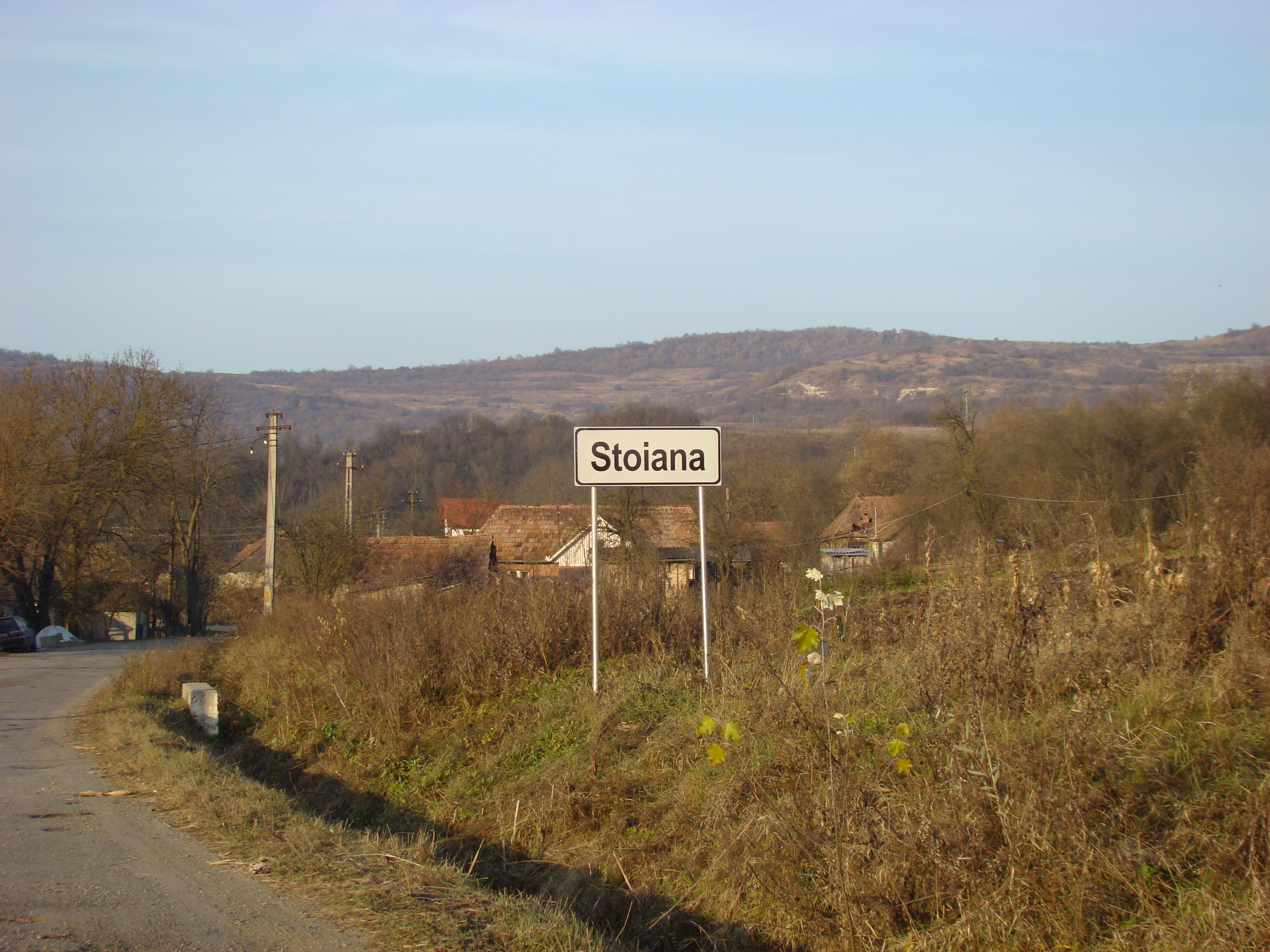
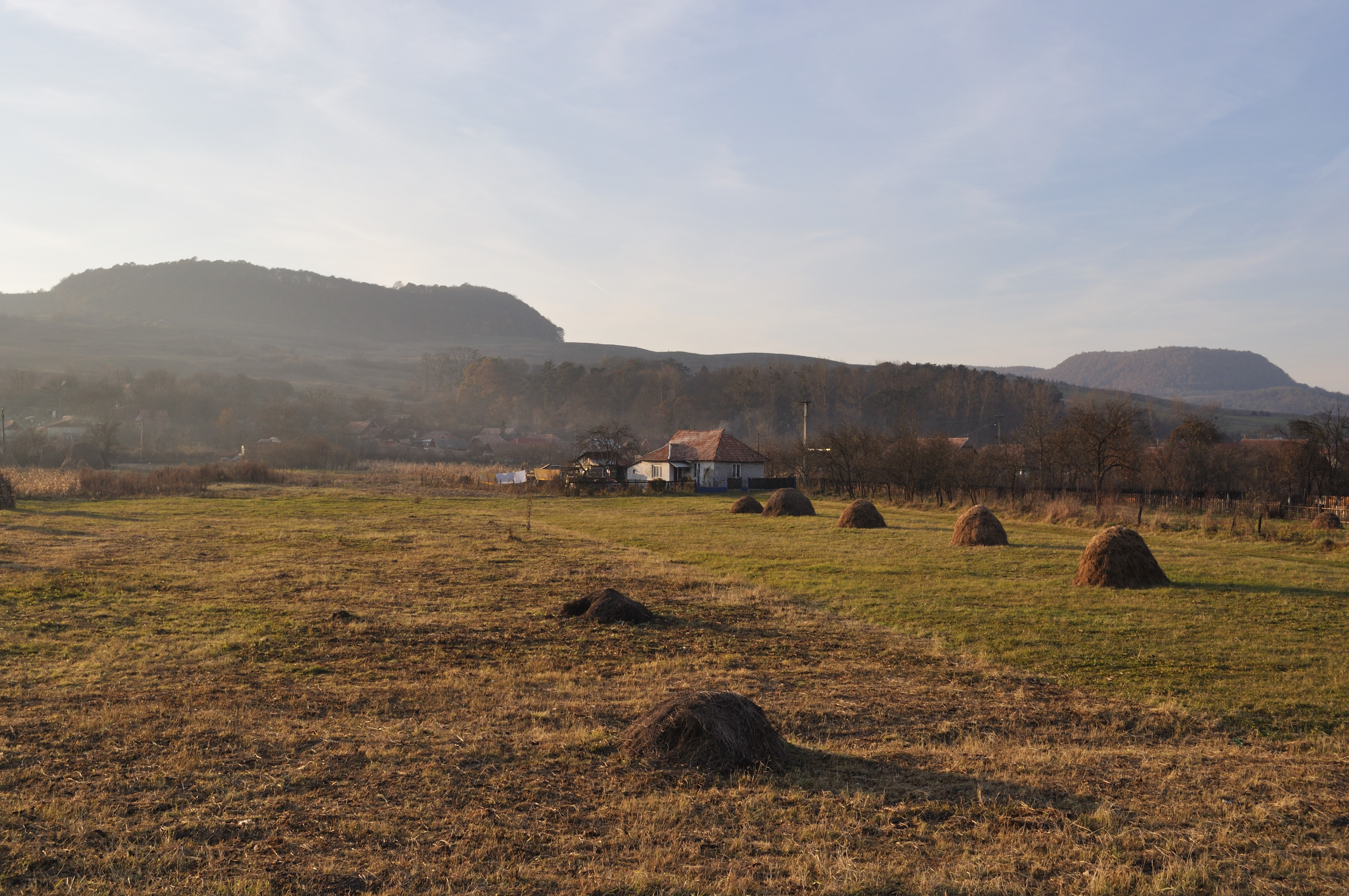
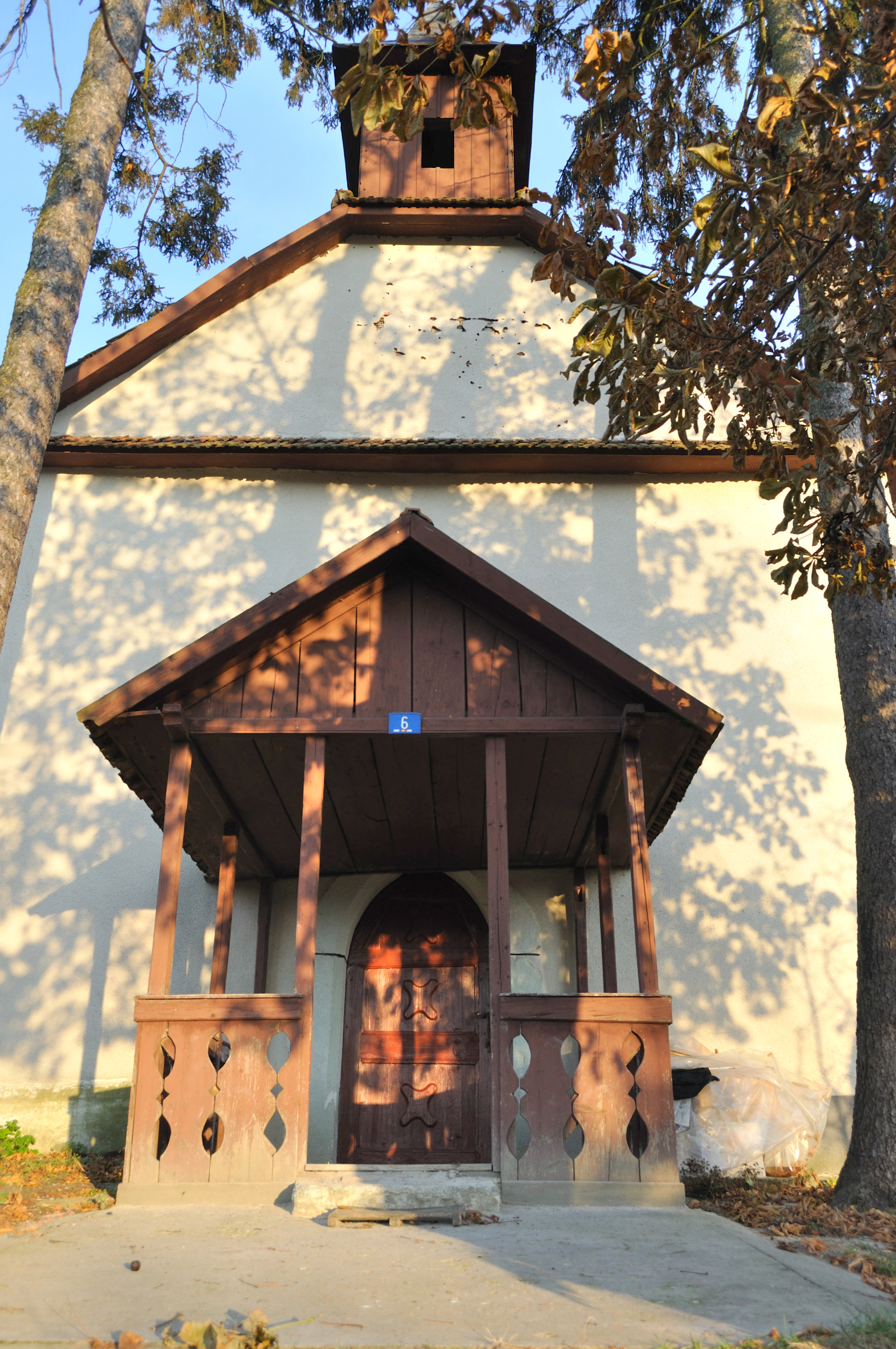